# Превалє (община)
Община Превалє (словен. Občina Prevalje) — одна з общин в північній Словенії. Адміністративним центром є місто Превалє. Розташована в долині річки Меже.

## Населення
У 2010 році в общині проживало 6830 осіб, 3393 чоловіків і 3437 жінок. Чисельність економічно активного населення (за місцем проживання), 2543 осіб. Середня щомісячна чиста заробітна плата одного працівника (EUR), 822,44 (в середньому по Словенії 966.62). Приблизно кожен другий житель у громаді має автомобіль (47 автомобілів на 100 жителів). Середній вік жителів склав 43,0 роки (в середньому по Словенії 41.6).

## Трагічні сторінки історії
Поблизу Привалє у 2010 було знайдено раніше невідоме масове поховання часів Другої світової війни - у траншеї довжиною 20 метрів були знайдені останки приблизно 700 осіб - чоловіків і жінок. Слідчі державної комісії з розслідування масових поховань Словенії вважають, що це - "останки місцевих жителів, запідозрених у співпраці з німцями, з якими розправилися комуністи наприкінці війни. Тоді в Югославії було вбито багато людей, звинувачених у колабораціонізмі, але часто невинних."